# Mamestra ordinaria
Mamestra ordinaria är en fjärilsart som beskrevs av Walker 1865. Mamestra ordinaria ingår i släktet Mamestra och familjen nattflyn. Inga underarter finns listade i Catalogue of Life.